# Wiktorija Woizizka

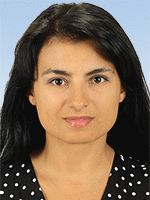
Wiktorija Woizizka

Wiktorija Mychajliwna Woizizka (* 27. November 1974 in Kiew) ist eine ukrainische Politikerin der Partei Samopomitsch.

## Leben
Woizizka studierte bis 2002 Bankwesen an der Kiewer Nationalen Universität für Handel und Wirtschaft sowie bis 2005 Master of International Finance an der Brandeis International Business School in den USA.
Sie war aktive Teilnehmerin beim Euromaidan, wurde 2014 Mitglied der liberalen Selbsthilfe-Partei und kandidierte bei der Parlamentswahl in der Ukraine 2014 auf Listenplatz 22 für einen Sitz im ukrainischen Parlament. Nachdem ihre Partei mit 10,97 % der Stimmen 34 Sitze im Parlament erringen konnte, ist sie seit dem 27. November 2014 Abgeordnete der Werchowna Rada und dort unter anderem im Ausschuss für Treibstoff und Energie-Komplex, Atompolitik und Reaktorsicherheit.
Sie lebt in Kiew, ist verheiratet und hat eine Tochter.